# Кашмирский чай
Кашмирский чай или розовый чай (хинди नून चाय, кашм. نوٗنہٕ چاے, урду نون چائے‎; англ. noon chai, shir chai, gulabi chai) — традиционный чайный напиток, происходящий из индийского субконтинента, скорее всего, из Кашмирской долины. Готовится из ганпаудера, молока и пищевой соды.

## Этимология
На языках того региона, откуда произошел данный чайный напиток (таких как кашмирский, бенгальский, раджастхани, хинди и непальский) название чая звучит как «нун чай». «Нун» означает «соль», а также используется как название обычая в Раджастхане, когда руку опускают в соль, чтобы обозначить торжественное обещание. Также такой чай называется «гулаби чай», что в переводе означает «розовый чай».

## Приготовление
Напиток традиционно готовят в самоваре из листьев зелёного чая, молока, соли, пищевой соды. Щепотка пищевой соды придаёт чаю ярко выраженный розовый цвет. Чай обычно украшают небольшим количеством мелко нарезанного миндаля и фисташек.
В Кашмире в такой чай традиционно добавляют соль, а не сахар. Кашмирский чай подаётся во многих штатах Индии, как правило, в Северной Индии (Джамму и Кашмир, Химачал-Прадеш) и районах, где проживают тибетцы (Майнпат, Чхаттисгарх). Чай является неотъемлемой частью кашмирского завтрака и ужина. Он употребляется с различными видами традиционного хлеба, приготовленного в Кашмире.
В Пакистане его подают в особых случаях, на свадьбах и в зимние месяцы, с сахаром и орехами.